# Lepomis
Lepomis is een geslacht van zoetwatervissen uit de familie van de zonnebaarzen (Centrarchidae) en de orde Perciformes. De geslachtsnaam Lepomis is afgeleid van het Griekse λεπίς (schaal of schub) en πώμα (deksel).

## Kenmerken
Er zijn 12 soorten met een gemiddelde lengte tussen de 4 en 8 cm. Er zijn echter soorten, zoals Lepomis macrochirus, die tot wel 41 cm lang kunnen worden.

## Verspreiding en leefgebied
De soorten komen wijd verspreid voor in de Verenigde Staten en Canada. Diverse soorten, zoals de zonnebaars (Lepomis gibbosus) zijn in andere werelddelen geïntroduceerd en kunnen zich daar gedragen als een ecologisch schadelijke exoot.

Sommige vissoorten uit dit geslacht zijn ook gewild als aquariumvis.

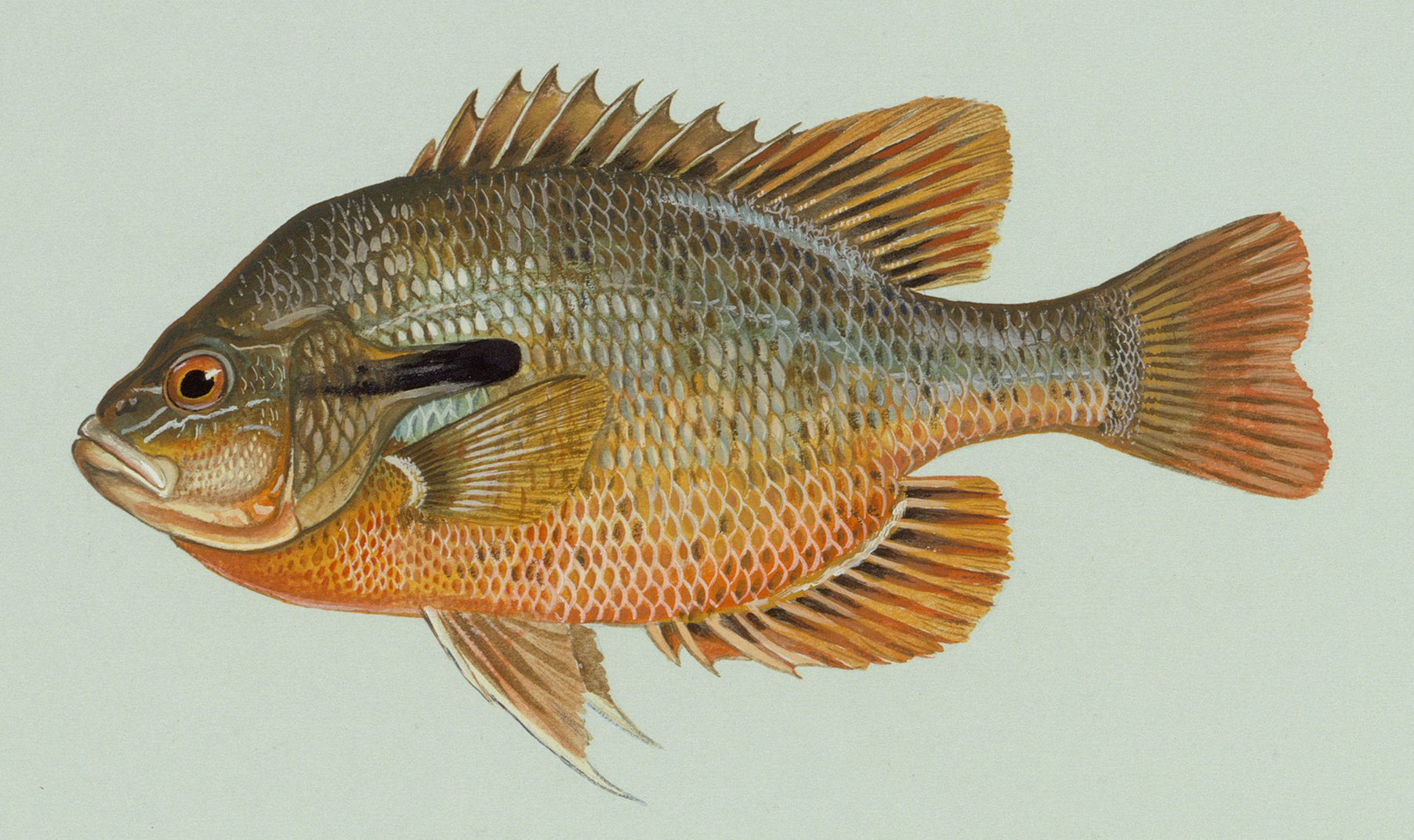
Roodborstzonnebaars, Lepomis auritus
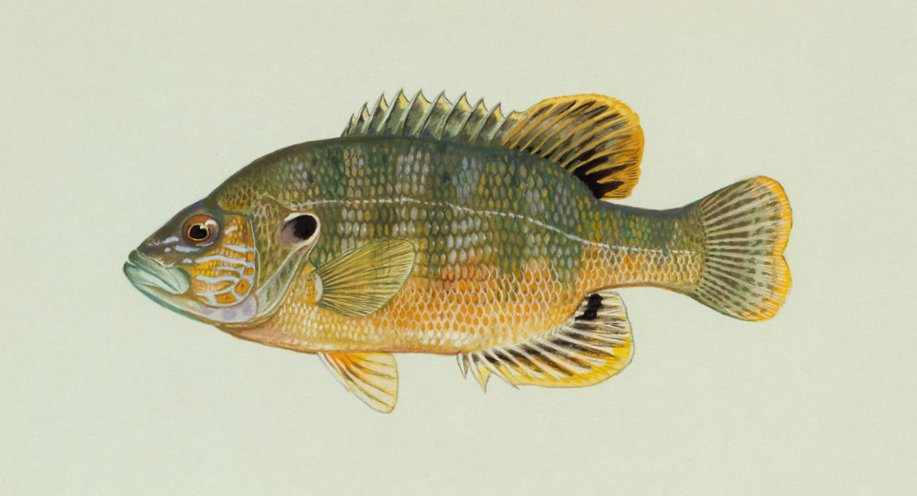
Groene zonnebaars, Lepomis cyanellus
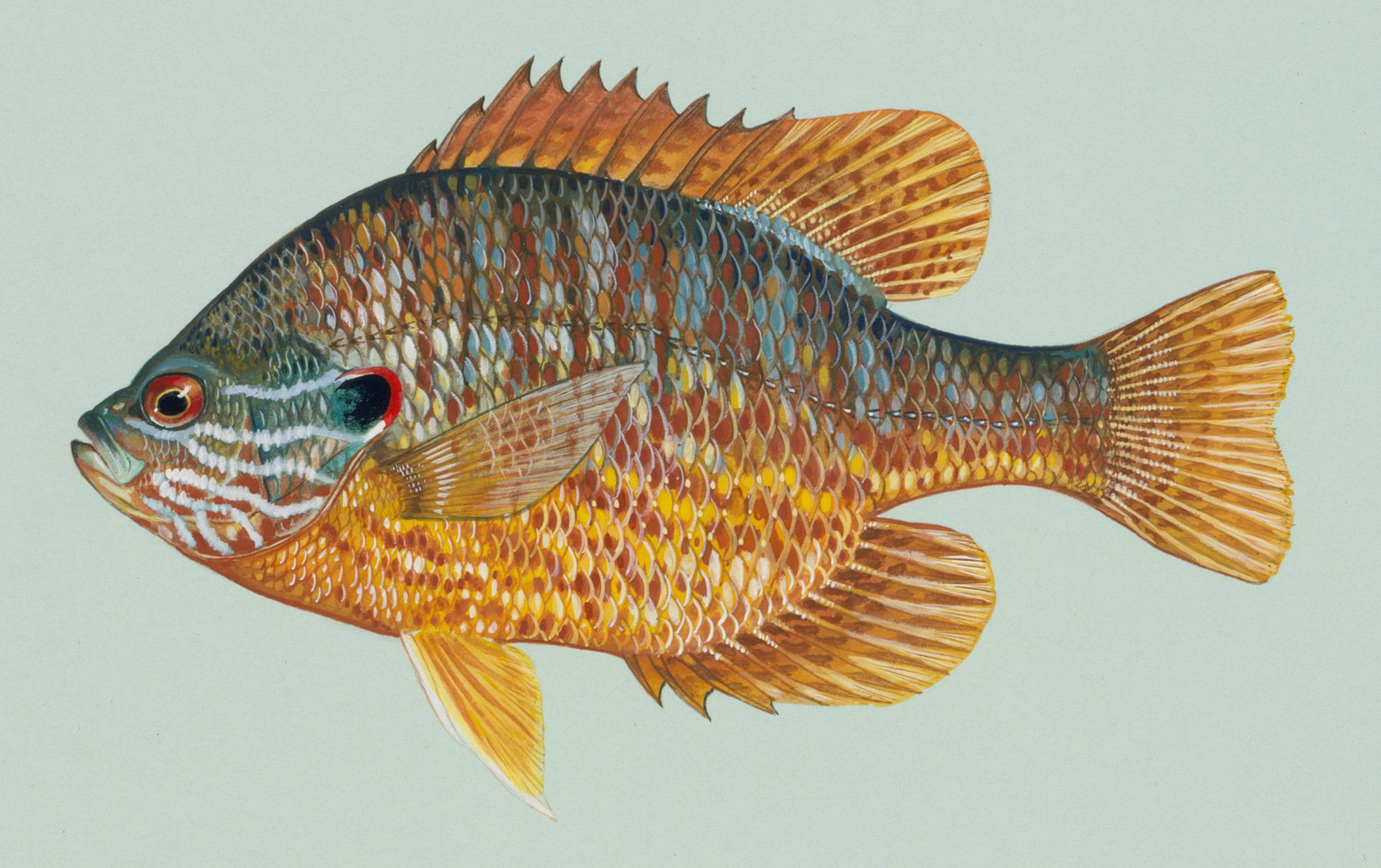
Zonnebaars, Lepomis gibbosus
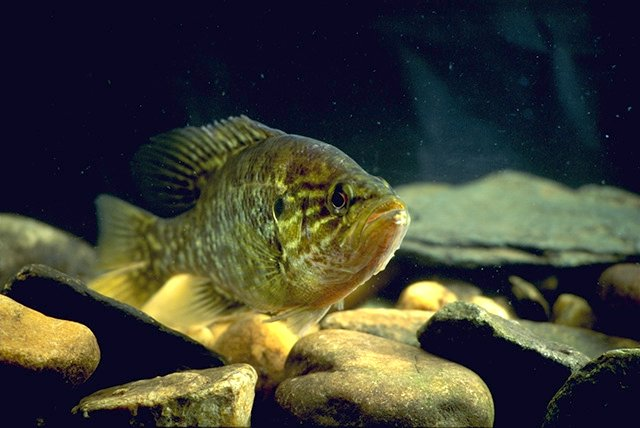
Lepomis gulosus
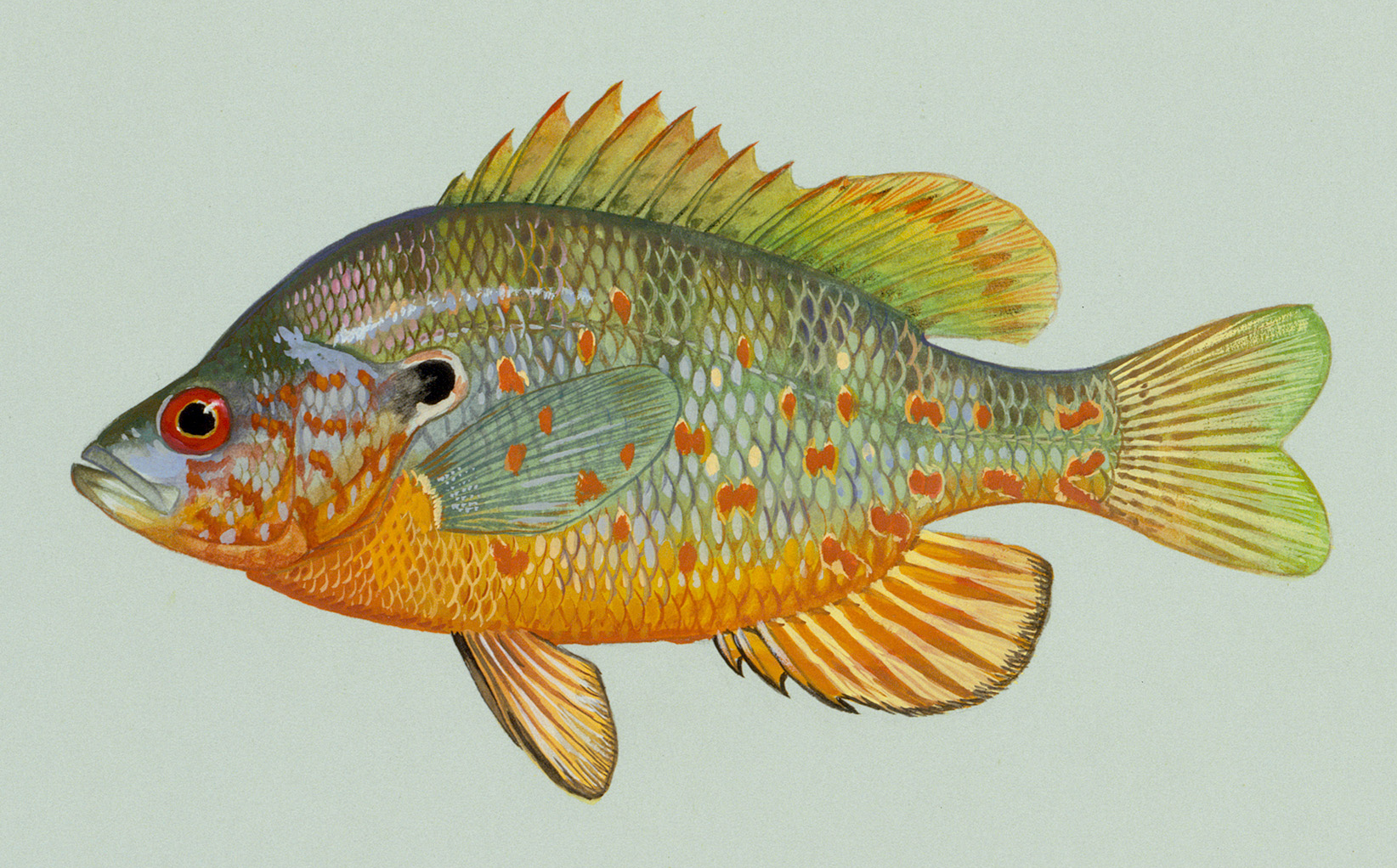
Lepomis humilis
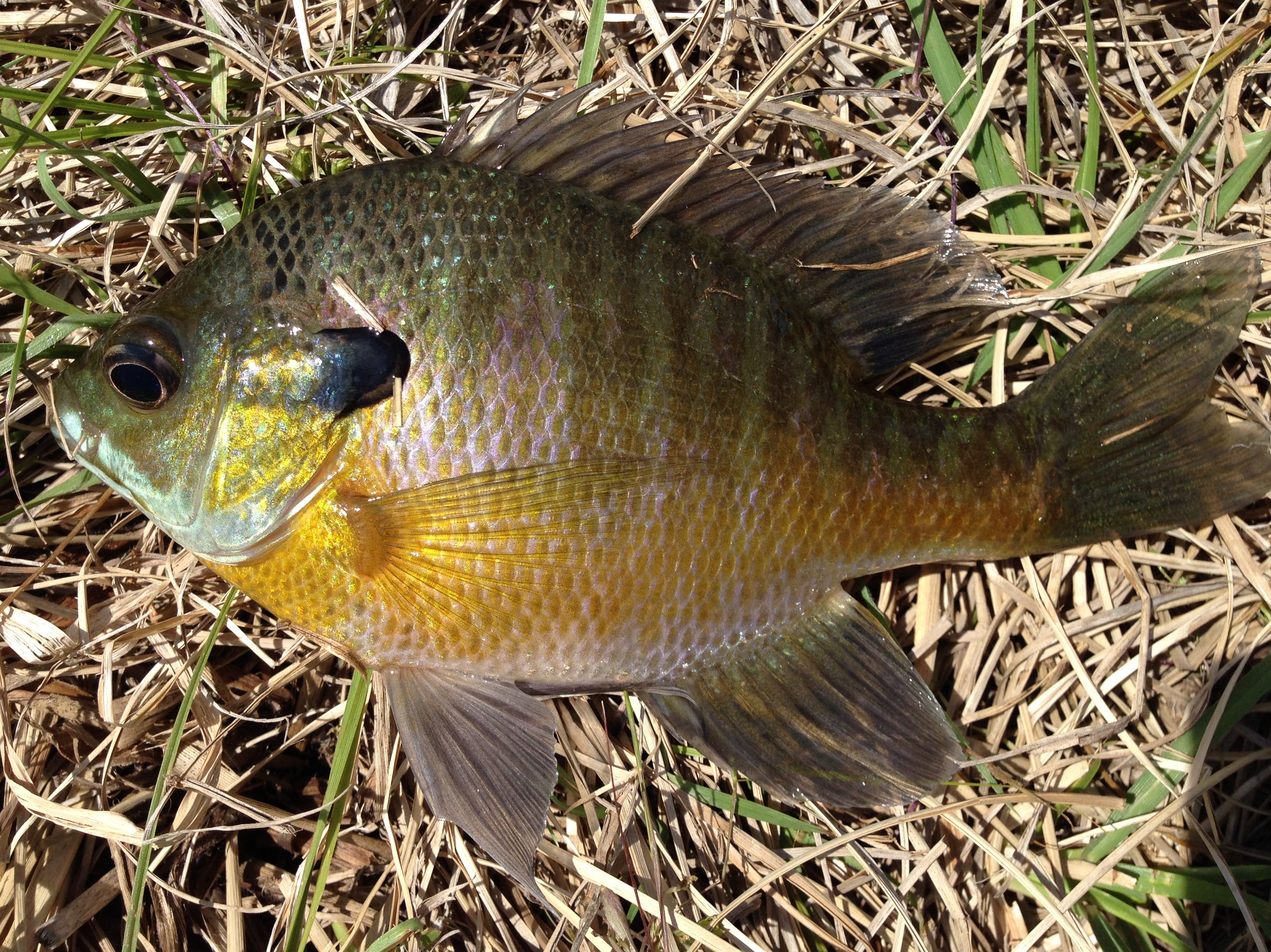
Lepomis macrochirus
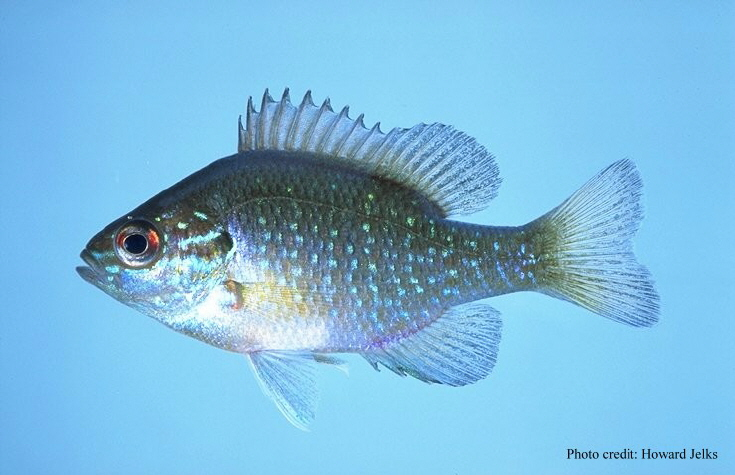
Lepomis marginatus
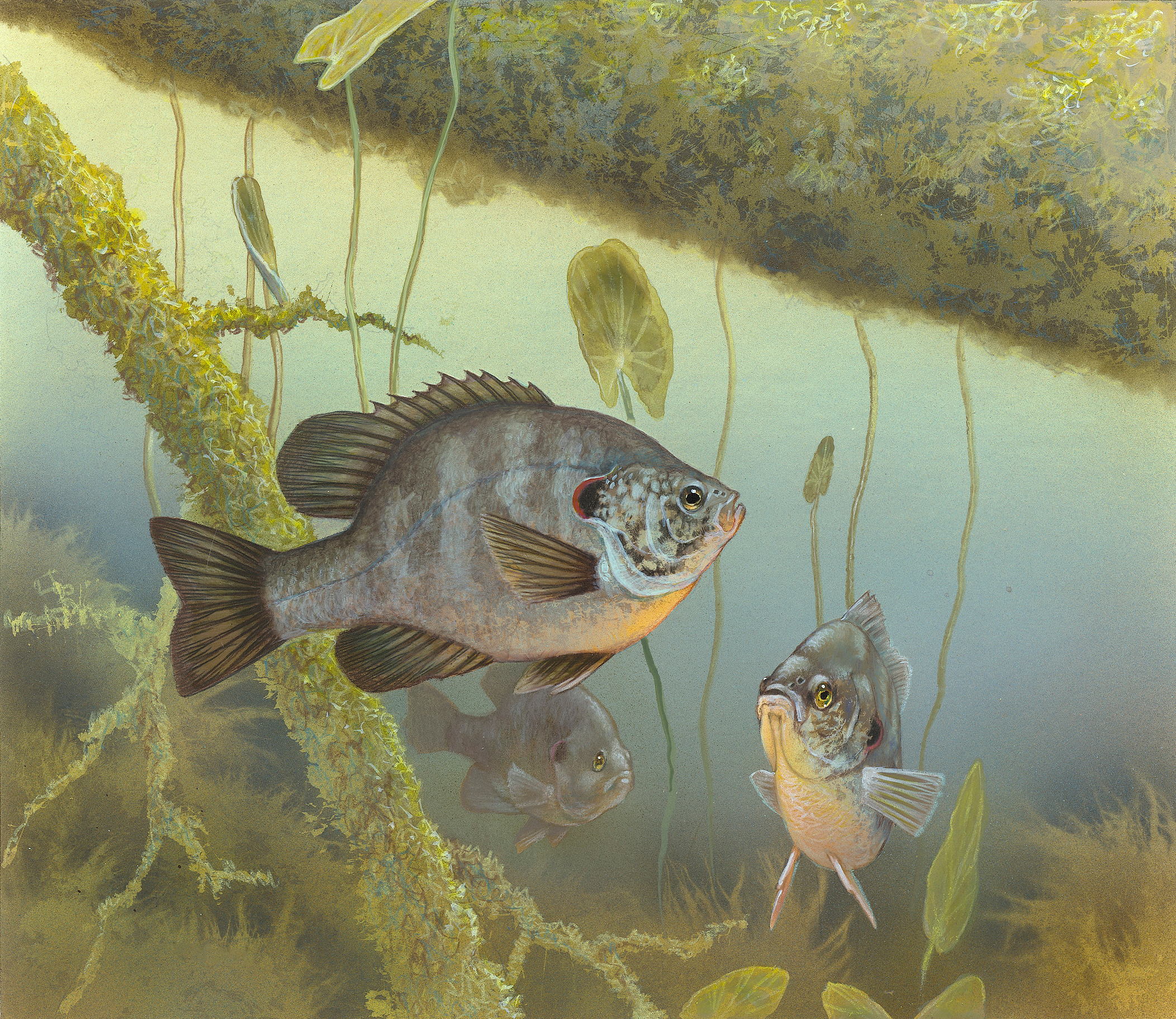
Lepomis microlophus

## Soortenlijst[1]
- Lepomis auritus (Linnaeus, 1758) – Roodborstzonnebaars
- Lepomis cyanellus Rafinesque, 1819 – Groene zonnebaars
- Lepomis gibbosus (Linnaeus, 1758) – Zonnebaars
- Lepomis gulosus (Cuvier, 1829)
- Lepomis humilis (Girard, 1858)
- Lepomis macrochirus Rafinesque, 1819
- Lepomis marginatus (Holbrook, 1855)
- Lepomis megalotis (Rafinesque, 1820)
- Lepomis microlophus (Günther, 1859)
- Lepomis miniatus (Jordan, 1877)
- Lepomis punctatus (Valenciennes, 1831)
- Lepomis symmetricus Forbes, 1883